# Jaime Vásquez (Fußballspieler, 1929)
Jaime Enrique Vásquez Becker (* 22. August 1929 in Santiago; † 23. Februar 2015 ebenda) war ein chilenischer Fußballspieler und späterer Unternehmer. Der Stürmer absolvierte ein Länderspiel für die chilenische Nationalmannschaft und nahm mit dieser an den Olympischen Sommerspielen 1952 in Helsinki teil.

## Vereinskarriere
Jaime Vásquez, Spitzname Perro, spielte mindestens von 1949, der ersten Meisterschaft des Klubs, bis 1956 bei CD Universidad Católica. 1954 folgte die zweite Meisterschaft für die Cruzados. Auch beim Aufstieg 1956 aus der zweiten Liga war Vásquez als Spieler gelistet. Nach seiner Karriere gründete Vásquez die Restaurantkette Tip y Tap und wurde damit erfolgreicher Unternehmer.

## Nationalmannschaftskarriere
Jaime Vásquez wurde für die Olympischen Sommerspiele 1952 in Helsinki nominiert. In der Vorrunde gegen Ägypten verlor die La Roja jedoch die Partie mit 4:5. Es blieb der einzige Länderspieleinsatz von Vásquez.

## Erfolge
Universidad Católica
- Torneo de Consuelo de Apertura: 1949
- Chilenischer Meister: 1949, 1954